# Mouais
Mouais är en kommun i departementet Loire-Atlantique i regionen Pays de la Loire i nordvästra Frankrike. Kommunen ligger i kantonen Derval som tillhör arrondissementet Châteaubriant. År 2022 hade Mouais 356 invånare.

## Befolkningsutveckling
Antalet invånare i kommunen Mouais
| Referens: INSEE |